# Aleyna Tilki
Aleyna Tilki, née le 28 mars 2000 à Konya, est une chanteuse de pop turque.

## Biographie
Née en 2000 à Konya, dans le centre de la Turquie, Aleyna Tilki (Tilki veut dire « renard ») est la fille du musicien Mehmet Tilki (originaire de Konya) et de Havva Öztel (originaire de Trabzon), proviseure adjointe dans un établissement privé. Ses parents divorcent en 2018. Elle a une petite sœur qui s'appelle Ayça,.
Aleyna commence à chanter dès l'âge de deux ans et participe à une compétition musicale télévisée lorsqu'elle a huit ans. Selon sa mère, c'est à ce moment-là qu'Aleyna exprime son souhait de devenir une chanteuse connue. Les choses s’accélèrent pour elle lorsqu'elle termine semi-finaliste à l'émission Yetenek Sizsiniz Türkiye (tr), une adaptation de Britain's Got Talent, en 2014.
Mais c'est son single Cevapsız Çınlama, produit par Emrah Karaduman (tr), en 2016 qui la fait connaître du grand public puisqu'il se classe rapidement en deuxième position des chansons les plus écoutées en Turquie et devient le clip musical turc le plus vu avec plus de 436 millions de vues sur YouTube. Son single Sen Olsan Bari, sorti en 2017, ne fera que confirmer son succès puisque le titre est numéro un des charts turcs et enregistre plus de 394 millions de vues. Bafétimbi Gomis est aussi à l'origine du succès de ce son avec Galatasaray car à chaque but du joueur, la musique est passée dans le Nef Stadyumu.
En novembre 2017, elle s'installe temporairement à Los Angeles (États-Unis) pour apprendre l'anglais. En 2018, elle apparaît dans une publicité pour Fuze Tea.

## Discographie

### Singles
- 2016 : Cevapsız Çınlama (Sonnerie sans réponse)
- 2017 : Sen Olsan Bari (Si c'était toi)
- 2018 : Yalnız Çiçek (Fleur solitaire)
- 2018 : Dipsiz Kuyum (Mon puits sans fond)
- 2021 : Retrograde
- 2022 : Aşk Ateşi

## Distinctions
- 2016 : Radyo Aydın Müzik Ödülleri[6]
  - Prix du meilleur duo (pour Cevapsız Çınlama)
- 2017 : Altın Kelebek Ödülleri[7],[8]
  - Prix du meilleur espoir
  - Nomination : Prix du meilleur clip (pour Sen Olsan Bari)
  - Nomination : Prix de la chanson de l'année (pour Sen Olsan Bari)
- 2018 : Fizy Müzik Ödülleri[9]
  - Prix du meilleur espoir
  - Prix du meilleur clip (pour Yalnız Çiçek)